# Poelbos (Jette)
Het Poelbos is een bosgebied in de Belgische gemeente Jette in het Brussels Hoofdstedelijk Gewest. 
Ten noordwesten van het bos ligt de Campus Jette van de Vrije Universiteit Brussel. Ten zuiden van het bos stroomt de Molenbeek-Pontbeek.

## Geschiedenis
In de middeleeuwen bevond zich hier een steengroeve. In de 14e eeuw werden door de monniken van de Abdij van Dielegem meerdere groeves aangelegd om de abdij uit te kunnen breiden. Daarnaast exploiteerde ze de groeve ook om zo inkomsten te hebben.
In de loop van de 17e eeuw werd de steengroeve verlaten omdat de groeve regelmatig te kampen had met overstromingen. Het gebied werd vervolgens door de monniken aangeplant met beuken en eiken om zo inkomen te verkrijgen.
In 1889 werd het bos aangekocht door de advocaat Edmond Trichter. Deze bouwde hier een kasteel aan de Laarbeeklaan en richtte de omgeving in als park.
Tijdens de Tweede Wereldoorlog werden de oude beuken gekapt door de Duitse bezetters die het hout gebruikten voor het maken van geweerkolven.
In 1964 verkreeg de gemeente Jette het bos met kasteel. Deze liet het kasteel gebruiken als dagcentrum en verhuurde de zalen.
In 1973 werd het vervallen kasteel afgebroken.
In 1998 kreeg het bos het statuut van educatief natuurreservaat. Het bos is Europees beschermd als onderdeel van Natura 2000-habitatrichtlijngebied Bossen en vochtige gebieden van de Molenbeekvallei in het noordwesten van het Brussels Gewest.